# Jonas Wretström
Jonas Wretström, född omkring 1766, död 10 juli 1791 i Strängnäs, var en svensk fiolbyggare i Strängnäs. 

## Biografi
Wretström föddes omkring 1766. 1784 flyttade Wretström till Strängnäs tillsammans med sin tolvåriga syster Stina Wretström (född 24 februari 1772). Han hade med sig papper från hallrätten och manufakturrätten i Linköping. 1785 bodde de på nummer 32 i staden. Han arbetade där som violinmakaregesäll. 1788 fick han burskap i fiolbyggeri och tillverkade som mästarprov två fioler som godkändes av hallrätten och magistraten i Eskilstuna. Mars 1789 avlade han buraden.  Wretström avled den 10 juli 1791 av rötfeber i Strängnäs och begravdes den 17 juli samma år. Systern som under en tid varit piga hos guldsmeden Alexander Prytz, flyttade 1794 tillbaka till Linköping.

## Instrument
| År   | Produkt/Arbete | Summa |
| ---- | -------------- | ----- |
| 1789 | 54 fioler      | 30    |
| 1790 | 38 fioler      | 17,12 |

### Bevarade instrument
- En cello som nummer 1, tillverkad i Stockholm.[1]